# Hensaussurea sheardi
Hensaussurea sheardi är en kackerlacksart som beskrevs av Karlis Princis 1954. Hensaussurea sheardi ingår i släktet Hensaussurea och familjen småkackerlackor. Inga underarter finns listade i Catalogue of Life.